# Zosterops splendidus
Zosterops splendidus е вид птица от семейство Zosteropidae. Видът е световно застрашен, със статут Уязвим.

## Разпространение
Видът е разпространен в Соломоновите острови.